# Tom Hinsby
Tom Hinsby (født 22. juli 1945 på Frederiksberg, Danmark) er en dansk tidligere roer.
Hinsby var med i den danske firer med styrmand, der deltog ved OL 1964 i Tokyo. Niels Nielsen, Poul Erik Nielsen, Ole Paustian og styrmand Bent Larsen udgjorde resten af besætningen. Danskerne sluttede på en samlet 11. plads i konkurrencen, hvor 16 både deltog.